# Саки-монах
Са́ки-мона́х (лат. Pithecia monachus) — вид приматов из семейства саковых.

## Описание
Саки-монах — это примат средней величины с длинной, лохматой шерстью и пушистым хвостом. Он достигает длины тела от 37 до 48 см, при длине хвоста до 50 см. Масса составляет примерно от 2,1 до 2,6 кг, причём самцы несколько тяжелее самок. Их шерсть имеет серые пестрины, нижняя сторона чёрная, руки и ноги светлее. Серое лицо частично безволосое. От глаз к уголкам рта проходят две узкие белые полосы.

## Распространение
Саки-монах обитает на северо-западе Южной Америки. Его ареал охватывает западную Бразилию и восточный Перу. Его жизненное пространство — это леса, преимущественно сельва.

## Образ жизни
Эти приматы — активные днём обитатели деревьев, которые редко спускаются на землю. Они часто передвигаются на всех четырёх лапах, но могут также прыгать, преодолевая большие дистанции. Они живут в маленьких семейных группах, в которых партнёры живут часто моногамно, обитая на постоянных участках.
Рацион питания этих животных состоит преимущественно из плодов и семян, в меньшей степени они поедают также другой растительный материал и насекомых.
Через 170 дней беременности самка рожает, как правило, одного детёныша. Она же преимущественно заботится о детёныше.

## Угрозы
Основную угрозу саки-монахам представляют разрушение их жизненного пространства и охота на них. Иногда обезьян отлавливают для содержания в качестве домашних животных. Однако это не сильно влияет на общую популяцию, так что согласно МСОП вид не находится под угрозой (Least Concern).

## Таксономия
В ревизии 2014 года из состава P. monachus были выделены виды P. hirsuta, P. milleri, P. napensis и P. inusta.